# Światowy Dzień Gleby

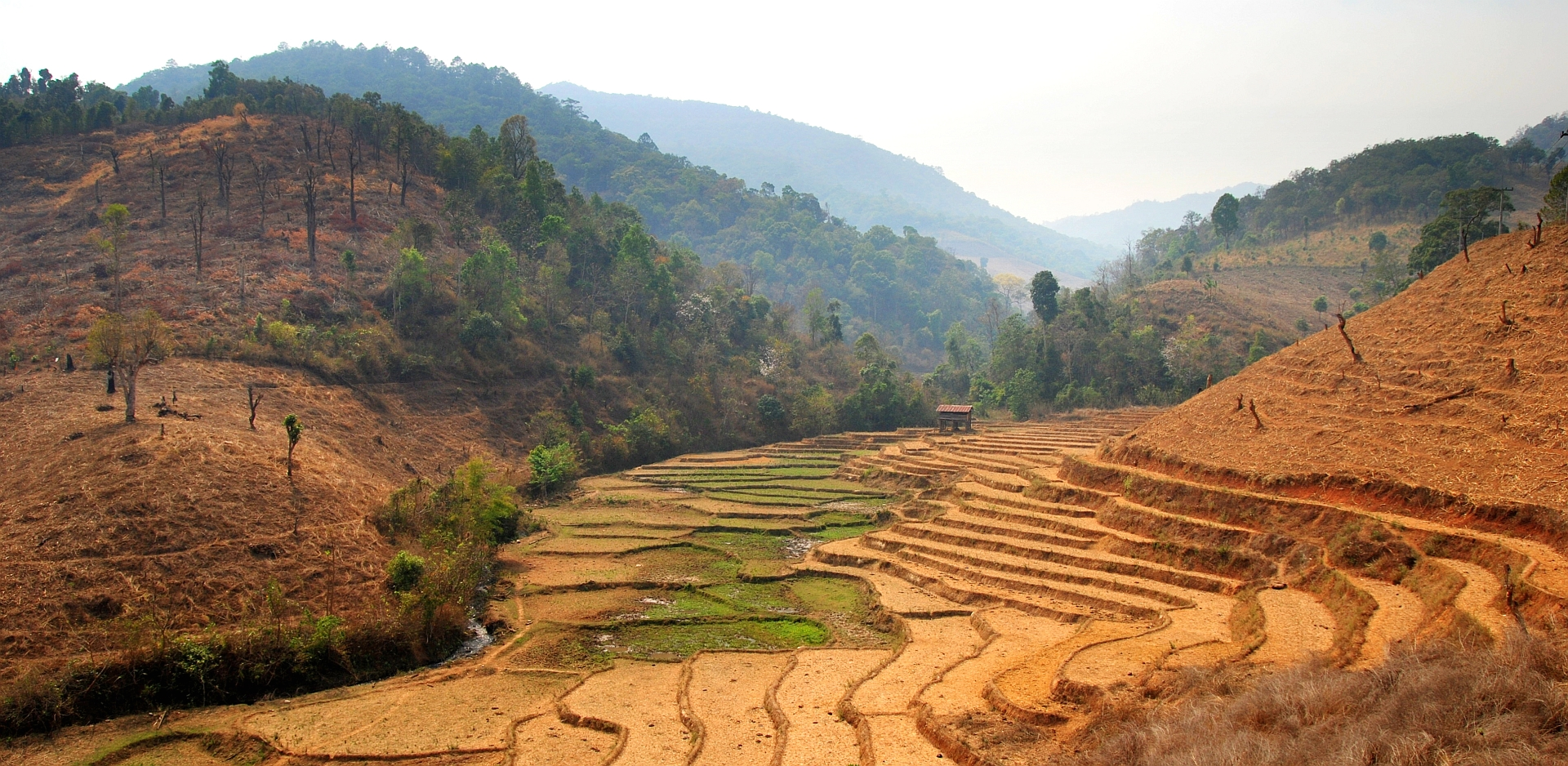
Gleba jako dostawca żywności–pola ryżowe w Tajlandii

Światowy Dzień Gleby (ang. World Soil Day, WSD) – święto obchodzone 5 grudnia by uczcić rolę gleby jako kluczowego komponentu środowiska przyrodniczego i niezbędnego czynnika warunkującego przetrwanie i dobrobyt ludzkości. 
Światowy Dzień Gleby został ustanowiony przez Międzynarodową Unię Towarzystw Gleboznawczych (ang. International Union of Soil Sciences, IUSS) w 2002 i od tego czasu był obchodzony przez środowisko osób związanych z naukami o glebie. Od 2012 obchody Światowego Dnia Gleby organizowane są przez FAO (ang. Food and Agriculture Organization of the United Nations) i Globalne Partnerstwo dla Gleb (ang. Global Soil Partnership, GSP). Dwuletnie starania pod przewodnictwem Królestwa Tajlandii w ramach Globalnego Partnerstwa dla Gleb zaowocowały zatwierdzeniem Światowego Dnia Gleby na Konferencji FAO w czerwcu 2013 i rekomendowaniem do ustanowienia go przez ONZ. Zgromadzenie Ogólne ONZ, na 68. sesji rozpoczętej 20 grudnia 2013 r., przyjęło rezolucję ustanawiającą 5 grudnia Światowym Dniem Gleby, a także uznającą rok 2015 Międzynarodowym Rokiem Gleb. 
Obchody wyznaczono na dzień 5 grudnia, by uczcić króla Tajlandii Bhumibola Adulyadeja, świętującego w tym dniu swoje urodziny, w uznaniu dla jego zasług na polu poznania i ochrony gleb, a także rozwoju rolnictwa. 
Święto ma na celu uczczenie roli gleby jako dostawcy żywności, elementu środowiska ograniczającego spadek bioróżnorodności i zmiany klimatyczne oraz mającego kluczową rolę w cyklu hydrologicznym, oczyszczaniu środowiska, przepływie energii i krążeniu materii w ekosystemie. Obchody i wydarzenia mające na celu zwiększanie świadomości społecznej o roli gleby w środowisku i życiu człowieka organizowane są w ponad 50 krajach, w tym także w Polsce.